# Erika Sofia Mongelos Bobadilla
Erika Sofia Mongelos Bobadilla (* 18. Oktober 1996 in Asunción) ist ein paraguayische Beachvolleyballspielerin.

## Karriere
Erika spielte ihr erstes Turnier in der kontinentalen Serie im Januar 2014 mit Maria Johana Ocampos Romero. Danach bildete sie ein Duo mit Michelle Sharon Valiente Amarilla und erreichte mehrere fünfte und neunte Plätze. Bei der U21-Weltmeisterschaft in Larnaka kamen Erika/Michelle auf den 17. Platz und bei der U19-WM in Porto wurden sie Neunte. 2015 erreichten sie in Südamerika einen neunten und drei fünfte Plätze. In Rio de Janeiro spielte Erika mit Gabriela Filippo ihr erstes Open-Turnier der FIVB World Tour. 2016 blieben Erika/Michelle in der CSV-Serie in den Top Ten, schieden aber bei den Maceió Open früh aus. Danach spielte Erika einige kontinentalen Turniere und die Fortaleza Open mit Patricia Carolina Caballero Peña. Bei der U21-WM in Luzern wurde sie mit Michelle Fünfte. In Long Beach spielten Erika/Pati ihren ersten gemeinsamen Grand Slam.
2017 wurden Erika/Michelle in der CSV-Serie Dritte, Zweite und Vierte. Beim Ein-Stern-Turnier der World Tour 2017 in Agadir verloren Filippo/Erika  das Spiel um Bronze gegen die Französinnen Chamereau/Placette. Über die CSV-Vorentscheidung qualifizierten sie sich für die Weltmeisterschaft 2017 in Wien, wo sie nach einem dritten Platz in ihrer Vorrundengruppe in der „Lucky Loser“-Runde gegen die Deutschen Glenzke/Großner ausschieden.